# Port d'Helsinki
Le port d'Helsinki (finnois : Helsingin Satama, LOCODE: FI HEL tai FI VSS) est une société gérant un ensemble de ports pour les passagers et les marchandises qui se situent à Helsinki en Finlande.
En 2017, le port d'Helsinki est devenu le premier port de passagers au monde avec 12,3 millions de passagers,.
En 2017, le Port d'Helsinki acquiert une part majoritaire du Port de Loviisa, situé à 70 kilomètres à l'Est d'Helsinki.

## Ports
Ports gérés par port d'Helsinki:
| Passagers               | Marchandises             |
| Terminal de l'Ouest 1   | Port de Vuosaari         |
| Terminal de l'Ouest 2   | Port Ouest d'Helsinki    |
| Terminal Olympia        | Port du sud d'Helsinki   |
| Terminal de Katajanokka | Port de Katajanokka (fi) |
| Terminal Makasiini (fi) |                          |
| Terminal Hansa          |                          |

## Trafic annuel du Port d'Helsinki

### Trafic annuel de passagers et de marchandises
| année                   | 2010  | 2011  | 2012 | 2013 | 2014 | 2015 | 2016 | 2017 |
| ----------------------- | ----- | ----- | ---- | ---- | ---- | ---- | ---- | ---- |
| millions de passagers,. | 10,40 | 10,97 | 10,6 | 10,7 | 10,9 | 11,2 | 11,6 | 11,8 |
| millions de tonnes      | 10,9  | 11,1  | 10,7 | 10,5 | 10,8 | 11,4 | 12,5 | 14,3 |

### Trafic de passagers
| Lignes régulières | 2 017      | 2 016      | évolution-% |
| Stockholm         | 2 334 977  | 2 338 919  | -0,20 %     |
| Tallinn           | 9 003 244  | 8 735 234  | 3,10 %      |
| Saint-Pétersbourg | 210 455    | 287 785    | -26,90 %    |
| Travemünde        | 148 417    | 142 927    | 3,80 %      |
| autres            | 36 150     | 19 453     | 85,80 %     |
| Maarianhamina     | 43 011     | 40 258     | 6,80 %      |
| Total passagers   | 11 776 254 | 11 564 576 | 1,80 %      |

| Passagers des croisières internationales | 2 017   | 2 016   | évolution-% |
| Visiteurs d'un jour                      | 467 585 | 398 973 | 17,20 %     |
| Passagers en transit                     | 10 081  | 9 892   | 1,90 %      |
| Total                                    | 477 666 | 408 865 | 16,80 %     |
| Nombre de navires de croisière           | 266     | 240     | 10,80 %     |

## Galerie

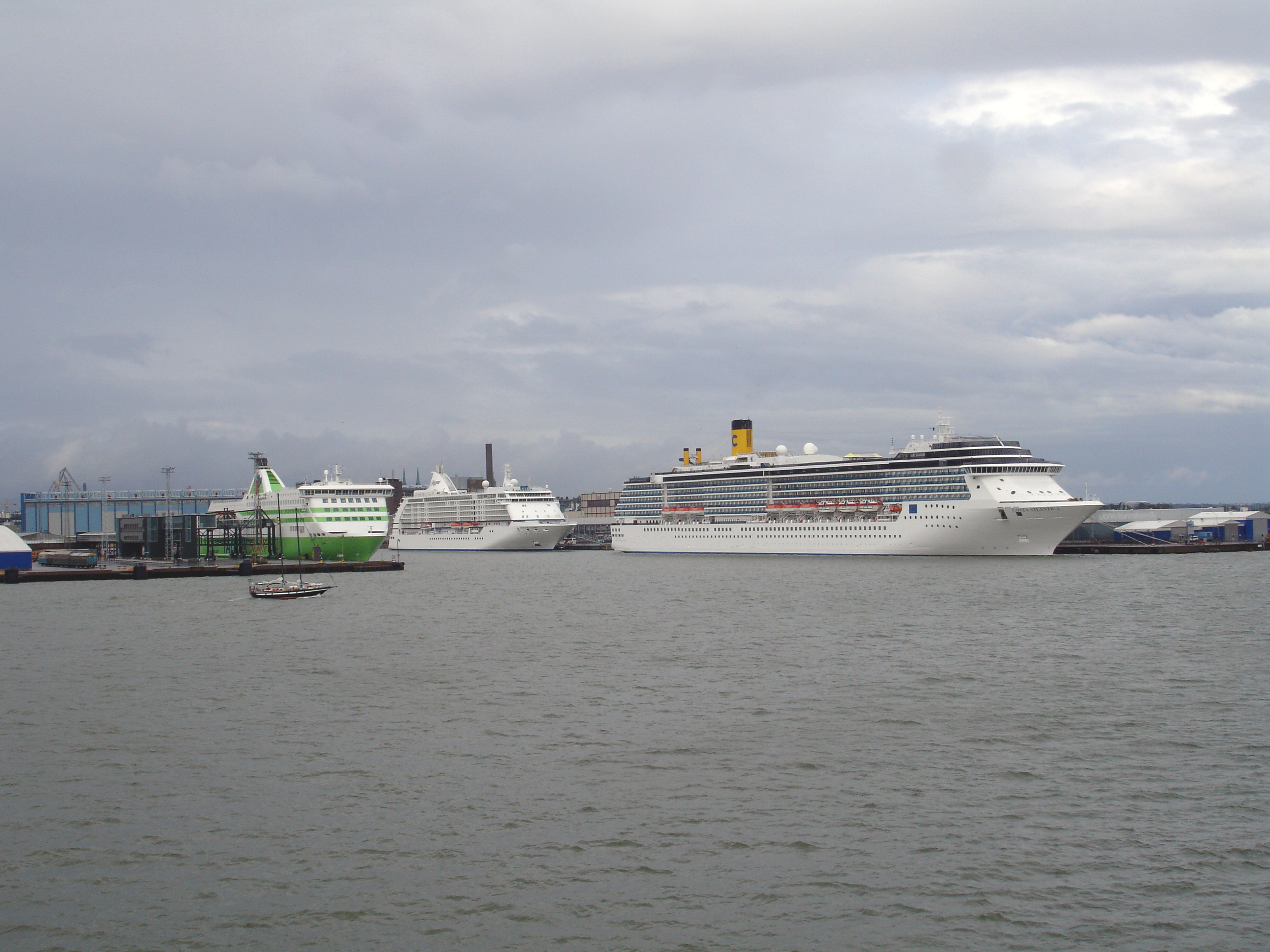
Navires de passagers dans le port de l'ouest.
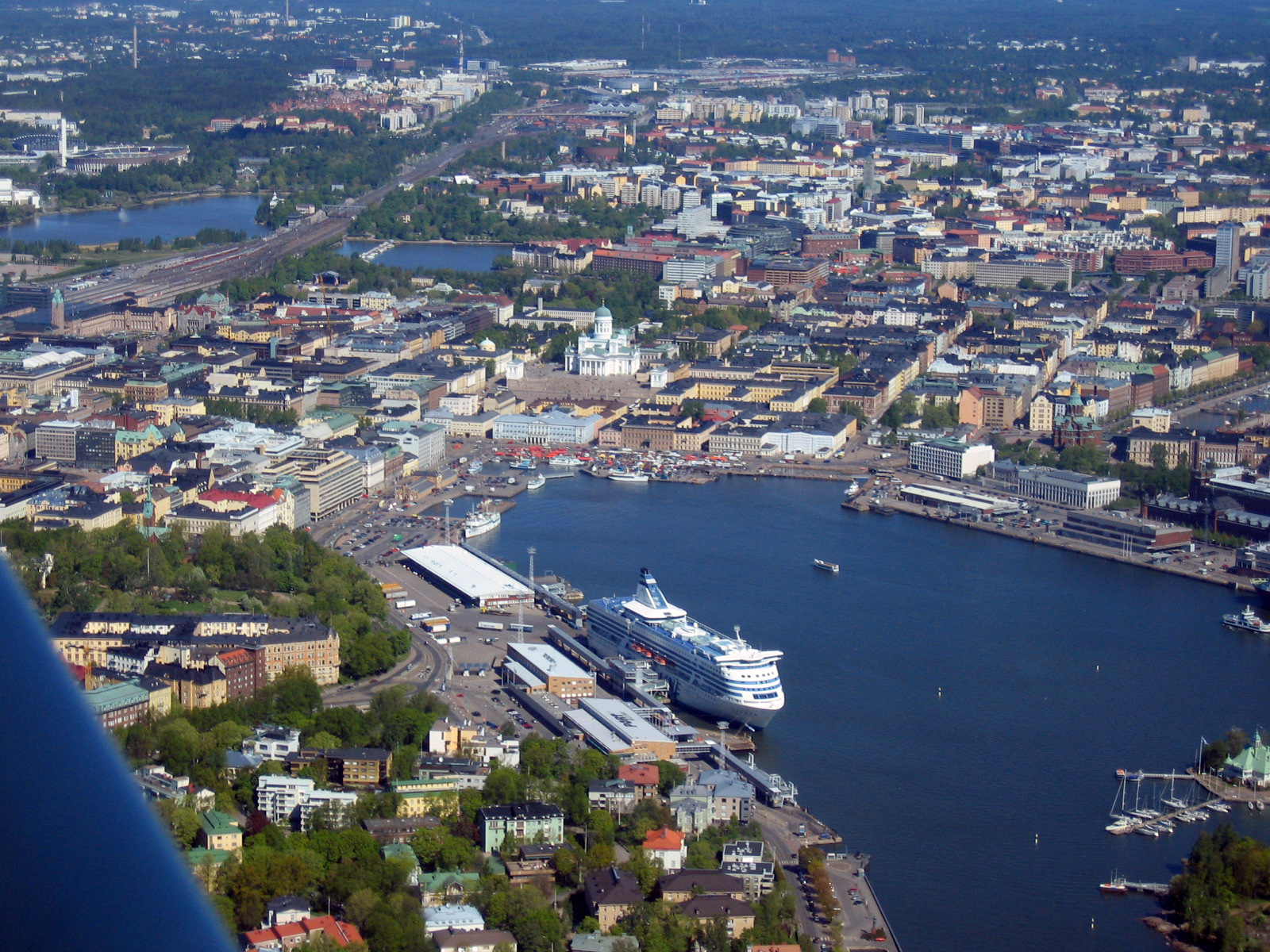
Vue aerienne du port du Sud.
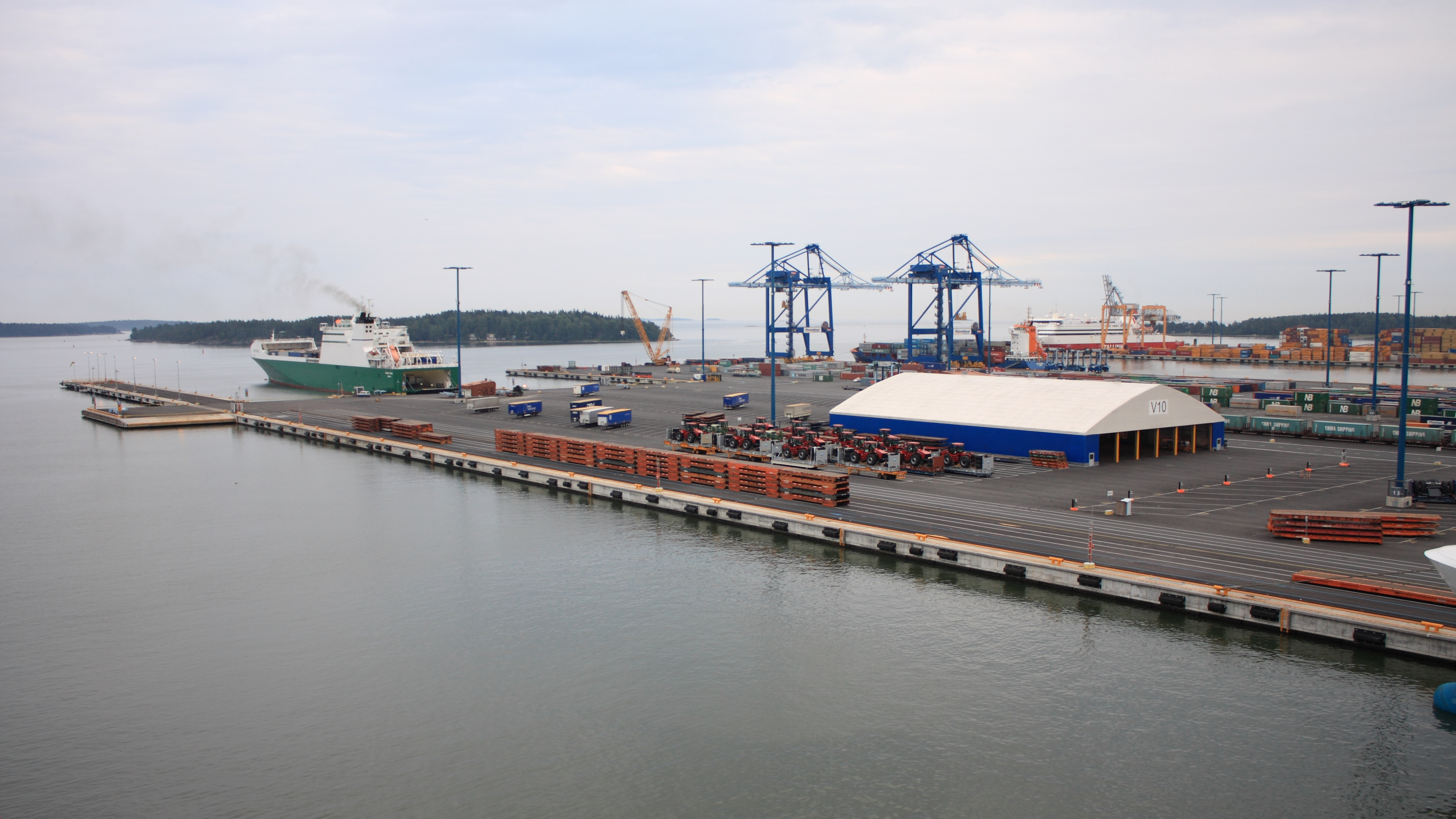
Le port de Vuosaari.